# Quercus xanthotricha
Quercus xanthotricha A.Camus – gatunek roślin z rodziny bukowatych (Fagaceae Dumort.). Występuje naturalnie w Laosie, Wietnamie oraz Chinach (w prowincji Junnan).

## Morfologia
PokrójZimozielone drzewo dorastające do 8 m wysokości.
LiścieBlaszka liściowa jest nieco skórzasta i ma eliptyczny kształt. Mierzy 5–8 cm długości oraz 1,5–3 cm szerokości, jest piłkowana przy wierzchołku, ma klinową nasadę i spiczasty wierzchołek. Ogonek liściowy jest owłosiony i ma 5–10 mm długości.
OwoceOrzechy o kształcie od jajowatego do elispoidalnego, dorastają do 9–13 mm długości i 7–10 mm średnicy. Osadzone są pojedynczo w odwrotnie stożkowatych miseczkach do 40% ich długości. Same miseczki mierzą 6–10 mm średnicy.

## Biologia i ekologia
Rośnie w lasach mieszanych. Występuje na wysokości od 800 do 1300 m n.p.m.